# Élections législatives
 (mai 2017).
Si vous disposez d'ouvrages ou d'articles de référence ou si vous connaissez des sites web de qualité traitant du thème abordé ici, merci de compléter l'article en donnant les références utiles à sa vérifiabilité et en les liant à la section « Notes et références ».
Les élections législatives sont les élections visant à élire les membres d'un parlement ou d'une de ses chambres. Selon les cas, ces élections peuvent se faire au suffrage direct ou indirect.

## Belgique
Les élections législatives en Belgique ont lieu tous les cinq ans depuis 2014 (auparavant, quatre ans), sauf élections anticipées. Elles ont pour but d'élire les membres de la Chambre des représentants de Belgique.
Ce sont les élections qui désignent des représentants au niveau national de l'État fédéral belge. On les appelle aussi, depuis la fédéralisation, les élections fédérales.
Étant donné, d'une part, le système proportionnel et, d'autre part, la différenciation linguistique des partis, les gouvernements en Belgique ne se forment qu'en coalition de partis, aucun de ceux-ci ne pouvant prétendre réunir seul une majorité nationale politique et linguistique. Il n'y a donc pas de polarisation claire de la vie politique belge. 
Les dernières élections législatives en Belgique ont eu lieu le 26 mai 2019

## Canada
Au Canada, les élections législatives, autant au niveau fédéral que provincial, sont appelées élections générales (par opposition aux élections partielles, qui servent à combler les vacances entre les élections générales). Sous l'article 4 de la Charte canadienne des droits et libertés (qui fait partie de la Constitution du Canada), les élections doivent obligatoirement avoir lieu au moins une fois tous les cinq ans dans les législatures fédérale et provinciales. Au niveau fédéral, les députés sont élus à la Chambre des communes du Canada au scrutin uninominal majoritaire à un tour dans les 338 circonscriptions électorales du pays.
Les élections des différents gouvernements, bien que toutes régies par l'article 4 de la Charte, se déroulent indépendamment les unes des autres. Chaque province possède une assemblée législative, composée d'un nombre de députés qui varie d'une province à l'autre, et fixe ses propres lois pour régir les élections. Bien que le scrutin uninominal majoritaire à un tour soit la règle dans toutes les provinces actuellement, différents projets sont en cours visant à réformer le mode de scrutin dans certaines provinces, notamment en Colombie-Britannique.

## France
En France, c'est durant les élections législatives que sont élus les députés de l'Assemblée nationale. C'est le code électoral qui en fixe les règles. Elles se déroulent tous les cinq ans. Chaque circonscription élit un député, au suffrage universel direct uninominal majoritaire à deux tours dans les circonscriptions électorales (article L123 et L124). Il y a 577 circonscriptions en France et donc 577 députés élus. Comme sont organisées en France autant d'élections législatives qu'il y a de circonscriptions, on parle alors DES élections législatives de 2012, par exemple.
L'âge minimum pour se présenter à ces élections est de 18 ans révolus . Il était de 23 ans avant 2011. Les candidats ne sont pas tenus d'être inscrits sur les listes électorales de la circonscription où ils se présentent, ni même d'être inscrits sur une quelconque liste électorale. Mais la déclaration de candidature est obligatoire. De plus, chaque candidat doit se présenter avec un suppléant, susceptible de le remplacer dans certaines situations. Il faut également respecter le principe de parité homme/femme. Plusieurs types de fonctionnaires ne peuvent se présenter dans une circonscription sur laquelle ils exercent, ainsi que certains élus (article LO131, LO133 et LO134).
Pour la campagne des candidats, un plafond de dépense est autorisé. Lorsqu'un candidat obtient au moins 5 % des voix au premier tour, l’État lui rembourse presque la moitié du plafond. Pour être élu dès le premier tour, un candidat doit obtenir la majorité absolue des suffrages exprimés et un nombre de suffrages au moins égal au quart du nombre des électeurs inscrits (article L126). Si aucun candidat ne remplit ces deux conditions, le second tour est organisé une semaine plus tard. Pour y être présent, il faut avoir obtenu au moins 12,5 % des inscrits au premier tour (article L162).
Dans le cas où un seul candidat remplit ces conditions, le candidat ayant obtenu, après celui-ci, le plus grand nombre de suffrages au premier tour, peut se maintenir au second. Dans le cas où aucun candidat ne remplit ces conditions, les deux candidats ayant obtenu le plus grand nombre de suffrages au premier tour peuvent se maintenir au second.
Il arrive aussi parfois que le second tour se présente sous forme d'une « triangulaire » voire d'une « quadrangulaire », où il reste, respectivement, trois ou quatre candidats. Le vainqueur du second tour est celui qui a obtenu le plus de voix, la majorité relative suffit (article L126).
La durée du mandat d'un député (la législature) est de cinq ans, mais elle peut être raccourcie en cas de dissolution de l'Assemblée nationale.

## Royaume-Uni
Au Royaume-Uni, les élections législatives sont appelées élections générales.